# Großer Preis von Singapur 2009
Der Große Preis von Singapur 2009 (offiziell 2009 Formula 1 SingTel Singapore Grand Prix) fand am 27. September auf dem Marina Bay Street Circuit in Singapur statt und war das 14. Rennen der Formel-1-Weltmeisterschaft 2009.

## Berichte

### Hintergrund
Nach dem Großen Preis von Italien führte Jenson Button in der Fahrerwertung mit 14 Punkten vor Rubens Barrichello und mit 26 Punkten vor Sebastian Vettel. In der Konstrukteurswertung führte Brawn-Mercedes mit 40,5 Punkten vor Red Bull-Renault und mit 84 Punkten vor Ferrari.
Renault verzichtete nach einem Rennen wieder auf KERS.

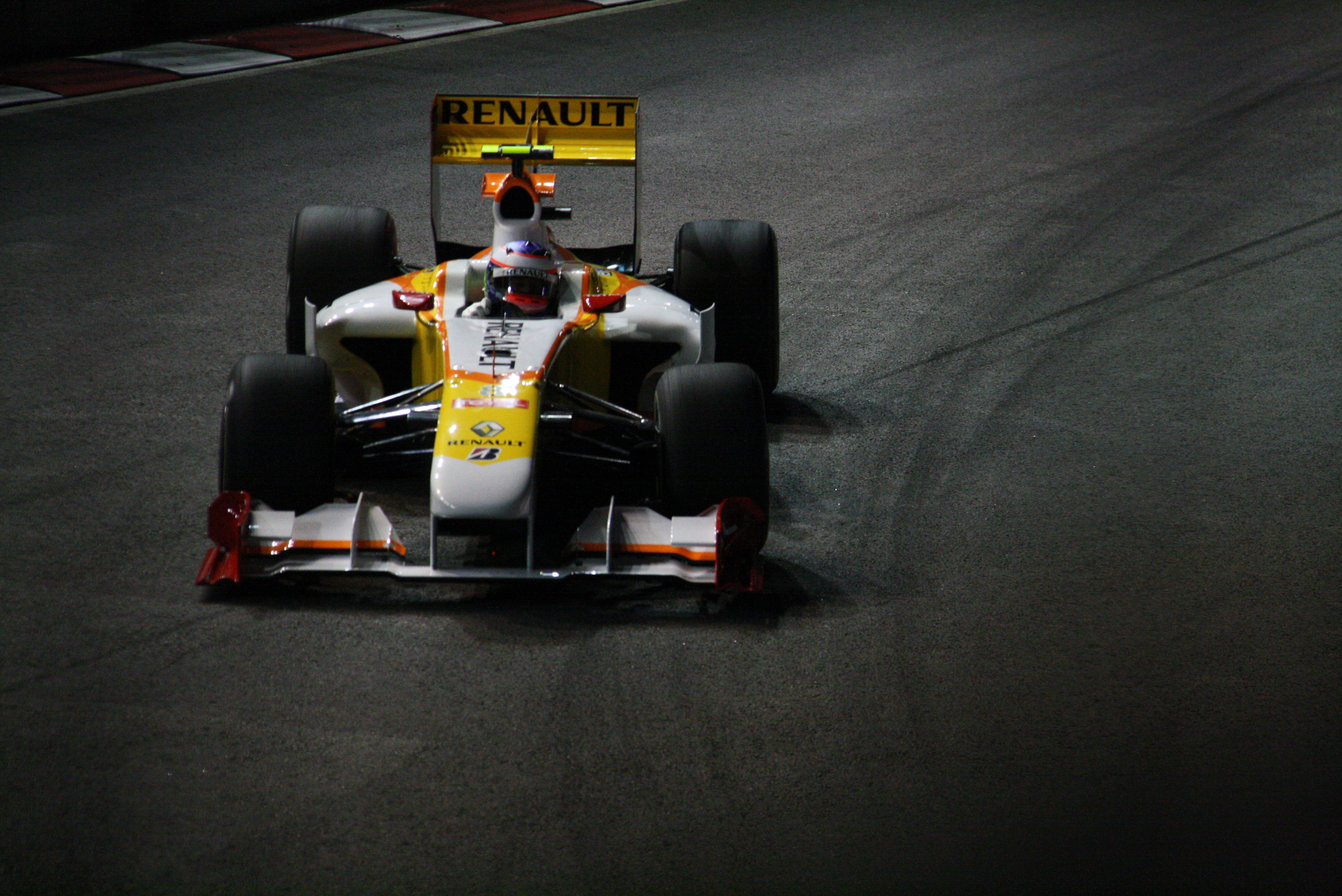
Renault verlor seinen Titelsponsor ING und entfernte die Aufkleber vor dem Training am Freitag

Vor dem Rennwochenende wurde Renault wegen des Crashgates zu einer zweijährigen Bewährungsstrafe verurteilt. Aus diesem Grund gaben vor dem Rennen der Hauptsponsor, die ING Groep, und ein weiterer Sponsor, Mutua Madrileña, ihr Engagement mit sofortiger Wirkung auf.
Mit Fernando Alonso (einmal) trat der einzige ehemalige Sieger zu diesem Grand Prix an.

### Training
Im ersten freien Training erzielte Barrichello die schnellste Runde vor Button und Mark Webber im Red Bull. Für eine Unterbrechung sorgte Romain Grosjean, der in Kurve 13 in die Mauer fuhr. Das kuriose an dem Zwischenfall war, dass er dem absichtlich herbeigeführten Unfall von Nelson Piquet jr ein Jahr zuvor ähnelte.
Im zweiten freien Training, das in Singapur um 21:30 Uhr Ortszeit begann, fuhr Vettel die schnellste Runde. Auf Platz zwei und drei folgten Alonso und Heikki Kovalainen.
Im dritten freien Training am Samstag sicherte sich Lewis Hamilton die Bestzeit vor Vettel und dem BMW Sauber von Nico Rosberg.

### Qualifying

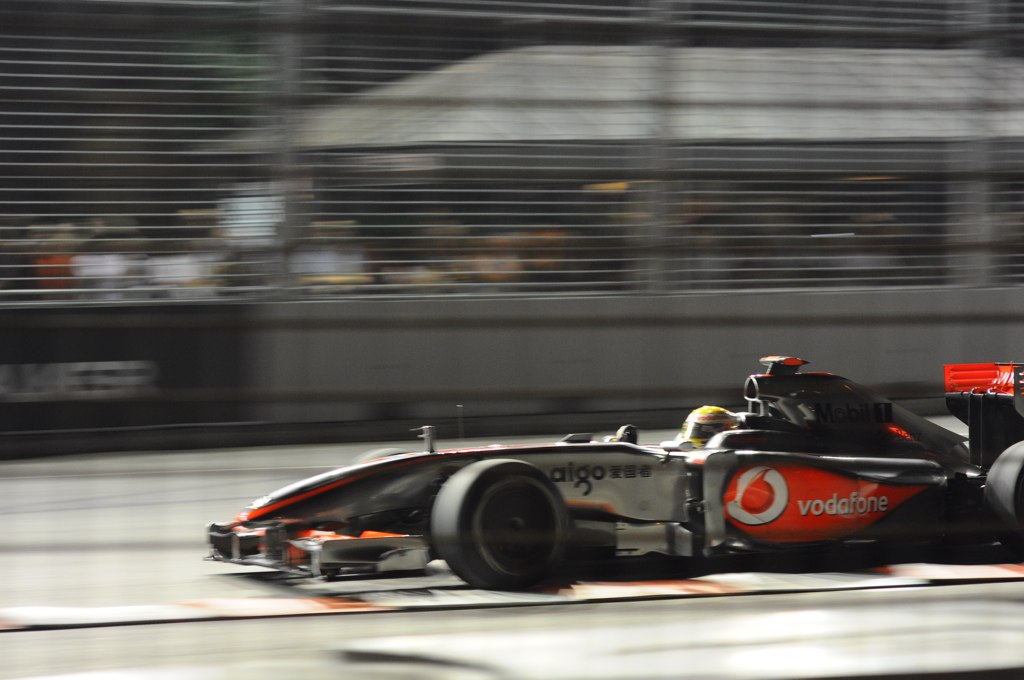
Lewis Hamilton startete in Singapur von der Pole-Position

Das Qualifying bestand aus drei Teilen mit einer Nettolaufzeit von 45 Minuten. Im ersten Qualifying-Segment (Q1) hatten die Fahrer 18 Minuten Zeit, um sich für das Rennen zu qualifizieren. Die besten 15 Fahrer erreichten den nächsten Teil. Hamilton war Schnellster. Beide Force-India-Piloten, Grosjean, Giancarlo Fisichella und Jaime Alguersuari schieden aus.
Der zweite Abschnitt (Q2) dauerte 15 Minuten. Die schnellsten zehn Piloten qualifizierten sich für den dritten Teil des Qualifyings. Rosberg fuhr nun die schnellste Runde. Jarno Trulli, Sébastien Buemi, Kimi Räikkönen, Button und Kazuki Nakajima im Williams schieden aus.
Der letzte Abschnitt (Q3) ging über eine Zeit von zwölf Minuten, in denen die ersten zehn Startpositionen vergeben wurden. Eine halbe Minute vor Ende verunfallte Barrichello in Kurve fünf und löste den Abbruch des Qualifyings aus. Da sich nun keiner mehr verbessern konnte, ging die Pole-Position mit einer Zeit von 1:47,891 Minuten an Hamilton. Für Hamilton war es die 16. Karriere-Pole und die Dritte der Saison. Vettel und Rosberg folgten auf den Plätzen zwei und drei.

### Rennen
Der von der Pole-Position startende Hamilton startete gut und behielt seine Führung souverän. Vettel, der von Platz zwei gestartet war, kam nicht so gut ins Rennen und wurde vor der ersten Kurve von Rosberg überholt. In der ersten Runde kam es darüber hinaus zu weiteren Verschiebungen: Barrichello verbesserte sich auf den siebten, sein Teamkollege Button auf den zehnten Platz. Darüber hinaus gab es ein diskutables Überholmanöver: Webber, der hinter Alonso lag, ging an dem Renault-Piloten vorbei, wobei er die Auslaufzone benutzte. Kurze Zeit später überholte auch Timo Glock im Toyota Alonso. Webber blieb allerdings nur für einige Runden auf Platz vier, da sein Team ihn angewiesen hatte, die beiden vorbei zulassen, um einer möglichen Bestrafung für das Überholmanöver gegen Alonso zu entgehen.

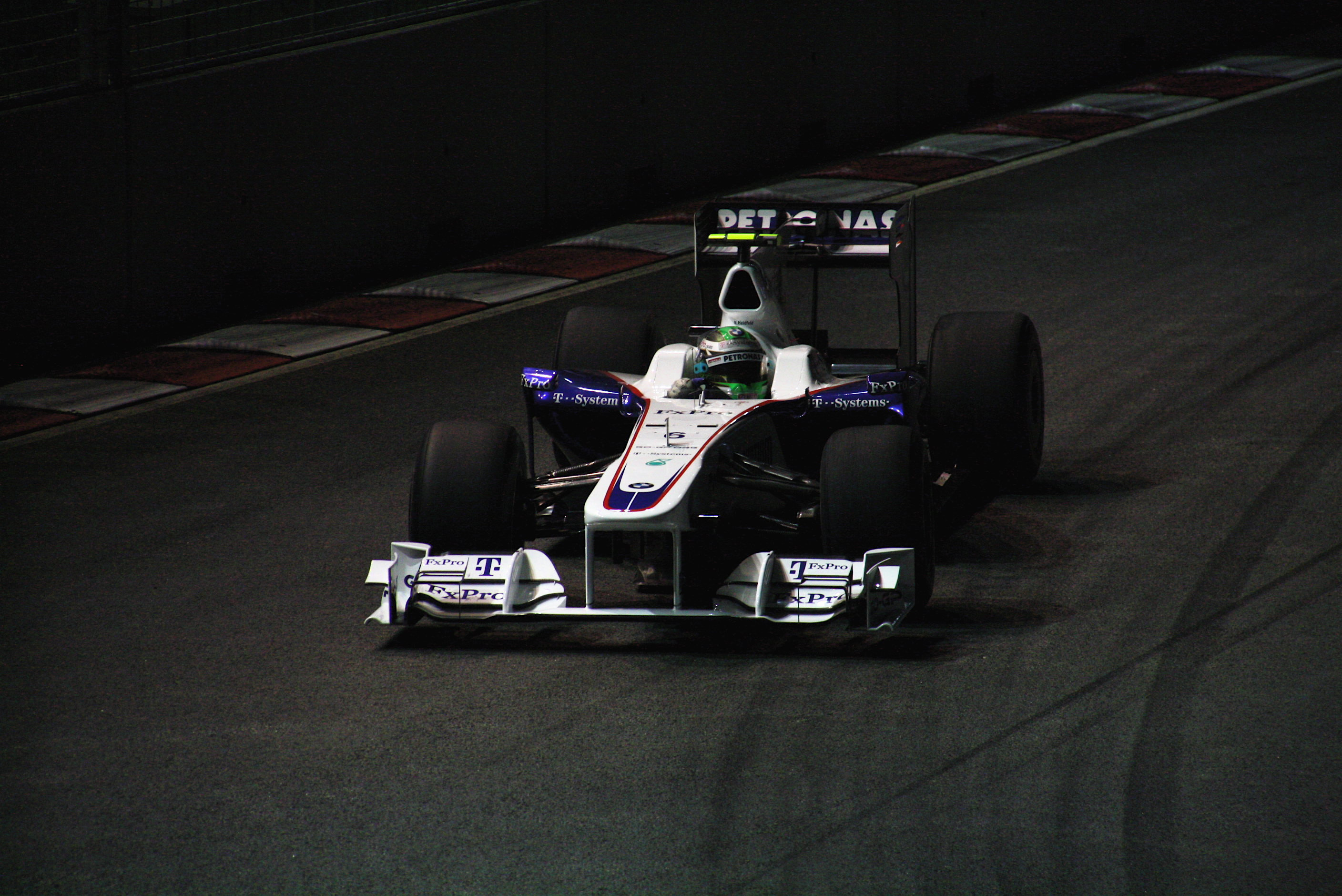
Nick Heidfeld kam in Singapur erstmals seit 41 Rennen nicht ins Ziel

Nach drei Runden war das Rennen für Grosjean wegen Bremsproblemen beendet. An der Spitze konnte sich Hamilton kontinuierlich von seinen Verfolgern absetzen. Einzig Rosberg und Vettel blieben mit Hamilton innerhalb von zehn Sekunden. Allerdings lagen alle Trümpfe bei Hamilton, der vom Führungstrio das meiste Benzin an Bord hatte. Im hinteren Teil des Feldes bildete sich eine eng beieinanderliegende Gruppe, da Neuling Alguersuari die Fahrer hinter sich aufhielt. Allerdings schaffte es Adrian Sutil, der direkt hinter dem Spanier lag, vorerst nicht an ihm vorbei zu fahren. In der Zwischenzeit gab es für einige Runde in einem Streckenabschnitt die gelbe Flagge, da Glock ein Teil seines Rennwagens verloren hatte. Der Deutsche konnte allerdings ohne Probleme weiterfahren. Das Teil wurde nach einigen Runden von einem Streckenposten entfernt.
Vom Führungstrio ging Vettel als Erster an die Box und kam hinter Barrichello zurück auf die Strecke. Eine Runde später absolvierte auch Rosberg seinen Boxenstopp. Er kam zwar vor Barrichello zurück auf die Strecke, doch der Brasilianer konnte schnell an ihm vorbeigehen. Nachdem von den Piloten an der Spitze auch Glock und Barrichello an der Box gewesen waren, kam der Führende Hamilton an die Box und konnte seine Führung vor Alonso, der noch nicht gestoppt hatte, verteidigen. In der Zwischenzeit waren die Rennkommissare auf die Boxenausfahrt von Rosberg aufmerksam geworden: Der Deutsche fuhr unabsichtlich über die weiße Linie und wurde daher mit einer Durchfahrtsstrafe belegt.
Im hinteren Teil des Feldes wagte Sutil auf dem Esplanade Drive ein Überholmanöver gegen Alguersuari. Das Manöver war nicht erfolgreich und Sutil drehte sich anschließend. Beim Versuch zurück auf die Strecke zu fahren, kollidierte er mit dem aus der Boxengasse gestarteten BMW Sauber von Nick Heidfeld, für den das Rennen auf der Stelle beendet war. Heidfeld kam so zum ersten Mal seit dem Großen Preis der USA 2007 nicht mehr in die Wertung. Sutil konnte zwar noch einige Runden weiterfahren, musste allerdings wenig später an der Box aufgeben. Nach dem Rennen wurde Sutil wegen gefährlichen Fahrens mit einer Geldstrafe von $ 20.000 belegt.
Wegen des Unfalls und der Wrackteile auf der Strecke wurde das Safety-Car auf die Strecke geschickt. In der Boxengasse herrschte Hochbetrieb, da alle Fahrer, die noch nicht an der Box waren, ihren Stopp absolvierten. Alguersuari fuhr bei seinem Stopp – wie Felipe Massa ein Jahr zuvor – zu früh los und nahm den Tankschlauch mit. Nachdem die Mechaniker den Schlauch entfernt hatten, nahm er das Rennen wieder auf. Hinter dem Safety-Car führte Hamilton das Feld vor Rosberg, Vettel, Glock, Alonso, Barrichello, Kovalainen, Button und Webber an. Besonders tragisch war die Safety-Car Phase für Rosberg, der seine Durchfahrtsstrafe noch nicht absolviert hatte. Zwei Runden nach dem Neustart trat der Deutsche seine Strafe an und kam als 14. zurück auf die Strecke. An der Spitze konnte Vettel Hamilton unter Druck setzen, ihn zu überholen gelang ihm aber nicht.
In der 39. Runde absolvierte Vettel seinen letzten Boxenstopp und kam als Siebter zurück auf die Strecke. Allerdings war Vettel in der Boxengasse zu schnell und wurde daraufhin mit einer Durchfahrtsstrafe belegt, die die Möglichkeit auf einen Rennsieg endgültig zunichtemachte. Hamilton und der nun auf Platz zwei liegende Glock konnte länger als Vettel draußen bleiben, doch auch Glock musste vor Hamilton in die Box.

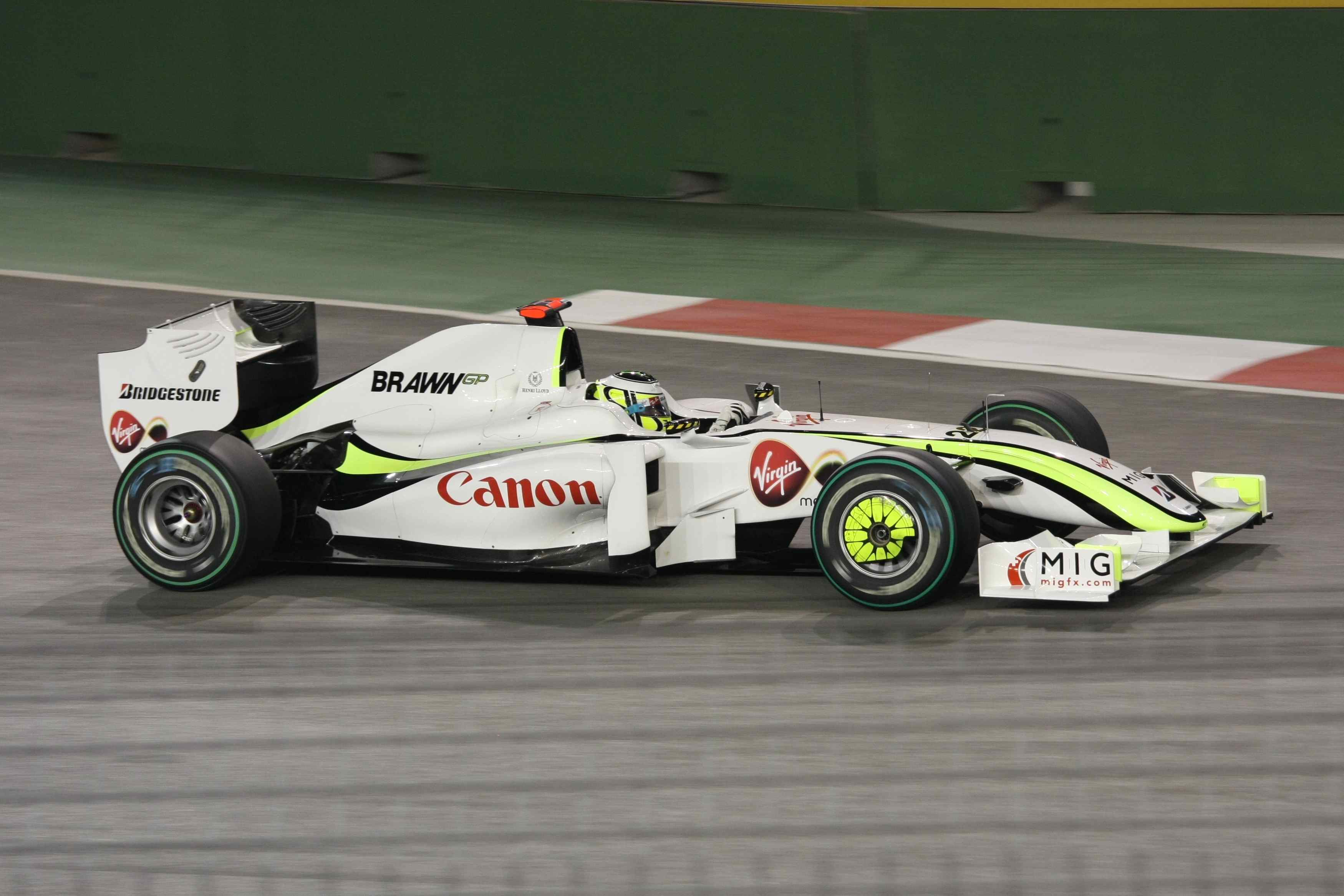
Der Führende der Weltmeisterschaft Jenson Button wurde Fünfter in Singapur

In der 46. Runde flog Webber in der Sheares-Kurve mit Bremsproblemen ab. Obwohl das Safety-Car nicht benötigt wurde, absolvierte Hamilton umgehend seinen letzten Boxenstopp und kam hinter Alonso als Zweiter zurück auf die Strecke. Auch Barrichello musste in die Box. Sein Stopp lief allerdings nicht perfekt, da ihm der Motor beim Losfahren ausging. So verlor er auf seinen Teamkollegen Button wichtige Sekunden. Nach 47 Runden gaben beide Toro-Rosso-Piloten zeitgleich an der Box auf.
Nachdem alle Fahrer ihre Boxenstopps absolviert hatten, führte Hamilton das Feld vor Glock, Alonso, Vettel, Button, Barrichello und Kovalainen an. Button versuchte seinen Rückstand auf Vettel zu verringern, gab dies allerdings wenige Runden vor Schluss auf, um seine Bremsen zu schonen und wichtige Punkte für den WM-Titel einzufahren. Robert Kubica, der auf Platz acht lag, wurde zwar durch Nakajima unter Druck gesetzt, konnte seine Position aber bis zum Rennende gegen den Japaner, der ihn nicht attackierte, verteidigen.
Ohne weitere Veränderungen gewann Hamilton in Singapur sein zweites Rennen in der Saison 2009. Alonso erzielte die schnellste Rennrunde. Für Hamilton war es der elfte Sieg in der Formel-1-Weltmeisterschaft.
In der Weltmeisterschaft konnte Button seinen Vorsprung auf Barrichello auf 15 Zähler ausbauen, sein Vorsprung auf Vettel verringerte sich auf 25 Punkte. Webber hat seit diesem Rennen keine Chance mehr auf den Weltmeistertitel. Mit dem von Bernie Ecclestone vor der Saison vorgeschlagenen Medaillen-System, hätte Button in Singapur den Weltmeistertitel gewonnen.

## Meldeliste
| Team                      | Nr. | Fahrer               | Chassis           | Motor                | Reifen |
| ------------------------- | --- | -------------------- | ----------------- | -------------------- | ------ |
| Vodafone McLaren Mercedes | 01  | Lewis Hamilton       | McLaren MP4-24    | Mercedes-Benz 2.4 V8 | B      |
| Vodafone McLaren Mercedes | 02  | Heikki Kovalainen    | McLaren MP4-24    | Mercedes-Benz 2.4 V8 | B      |
| Scuderia Ferrari Marlboro | 03  | Giancarlo Fisichella | Ferrari F60       | Ferrari 2.4 V8       | B      |
| Scuderia Ferrari Marlboro | 04  | Kimi Räikkönen       | Ferrari F60       | Ferrari 2.4 V8       | B      |
| BMW Sauber F1 Team        | 05  | Robert Kubica        | BMW Sauber F1.09  | BMW 2.4 V8           | B      |
| BMW Sauber F1 Team        | 06  | Nick Heidfeld        | BMW Sauber F1.09  | BMW 2.4 V8           | B      |
| Renault F1 Team           | 07  | Fernando Alonso      | Renault R29       | Renault 2.4 V8       | B      |
| Renault F1 Team           | 08  | Romain Grosjean      | Renault R29       | Renault 2.4 V8       | B      |
| Panasonic Toyota Racing   | 09  | Jarno Trulli         | Toyota TF109      | Toyota 2.4 V8        | B      |
| Panasonic Toyota Racing   | 10  | Timo Glock           | Toyota TF109      | Toyota 2.4 V8        | B      |
| Scuderia Toro Rosso       | 11  | Jaime Alguersuari    | Toro Rosso STR4   | Ferrari 2.4 V8       | B      |
| Scuderia Toro Rosso       | 12  | Sébastien Buemi      | Toro Rosso STR4   | Ferrari 2.4 V8       | B      |
| Red Bull Racing           | 14  | Mark Webber          | Red Bull RB5      | Renault 2.4 V8       | B      |
| Red Bull Racing           | 15  | Sebastian Vettel     | Red Bull RB5      | Renault 2.4 V8       | B      |
| AT&T Williams             | 16  | Nico Rosberg         | Williams FW31     | Toyota 2.4 V8        | B      |
| AT&T Williams             | 17  | Kazuki Nakajima      | Williams FW31     | Toyota 2.4 V8        | B      |
| Force India F1 Team       | 20  | Adrian Sutil         | Force India VJM02 | Mercedes-Benz 2.4 V8 | B      |
| Force India F1 Team       | 21  | Vitantonio Liuzzi    | Force India VJM02 | Mercedes-Benz 2.4 V8 | B      |
| Brawn GP Formula 1 Team   | 22  | Jenson Button        | Brawn BGP 001     | Mercedes-Benz 2.4 V8 | B      |
| Brawn GP Formula 1 Team   | 23  | Rubens Barrichello   | Brawn BGP 001     | Mercedes-Benz 2.4 V8 | B      |

Anmerkungen
1. ↑  Die Startnummern 18 und 19 wurden wegen des Rückzugs des Honda-Teams nicht vergeben. Das Nachfolgeteam Brawn GP bekam als Neuling traditionell die letzten Startnummern, das Team Force India rückte aus Marketinggründen nicht auf.

## Klassifikationen

### Qualifying
| Pos. | Fahrer               | Konstrukteur         | Q1       | Q2       | Q3       | Start |
| ---- | -------------------- | -------------------- | -------- | -------- | -------- | ----- |
| 01   | Lewis Hamilton       | McLaren-Mercedes (K) | 1:46,977 | 1:46,657 | 1:47,891 | 01    |
| 02   | Sebastian Vettel     | Red Bull-Renault     | 1:47,541 | 1:46,362 | 1:48,204 | 02    |
| 03   | Nico Rosberg         | Williams-Toyota      | 1:47,390 | 1:46,197 | 1:48,348 | 03    |
| 04   | Mark Webber          | Red Bull-Renault     | 1:47,646 | 1:46,328 | 1:48,722 | 04    |
| 05   | Rubens Barrichello   | Brawn-Mercedes       | 1:47,397 | 1:46,787 | 1:48,828 | 10    |
| 06   | Fernando Alonso      | Renault              | 1:47,757 | 1:46,767 | 1:49,054 | 05    |
| 07   | Timo Glock           | Toyota               | 1:47,770 | 1:46,707 | 1:49,180 | 06    |
| 08   | Nick Heidfeld        | BMW Sauber           | 1:47,347 | 1:46,832 | 1:49,307 | Box   |
| 09   | Robert Kubica        | BMW Sauber           | 1:47,615 | 1:46,813 | 1:49,514 | 07    |
| 10   | Heikki Kovalainen    | McLaren-Mercedes (K) | 1:47,542 | 1:46,842 | 1:49,778 | 08    |
| 11   | Kazuki Nakajima      | Williams-Toyota      | 1:47,637 | 1:47,013 | –        | 09    |
| 12   | Jenson Button        | Brawn-Mercedes       | 1:47,180 | 1:47,141 | –        | 11    |
| 13   | Kimi Räikkönen       | Ferrari (K)          | 1:47,293 | 1:47,177 | –        | 12    |
| 14   | Sébastien Buemi      | Toro Rosso-Ferrari   | 1:47,677 | 1:47,369 | –        | 13    |
| 15   | Jarno Trulli         | Toyota               | 1:47,690 | 1:47,413 | –        | 14    |
| 16   | Adrian Sutil         | Force India-Mercedes | 1:48,231 | –        | –        | 15    |
| 17   | Jaime Alguersuari    | Toro Rosso-Ferrari   | 1:48,340 | –        | –        | 16    |
| 18   | Giancarlo Fisichella | Ferrari (K)          | 1:48,350 | –        | –        | 17    |
| 19   | Romain Grosjean      | Renault              | 1:48,544 | –        | –        | 18    |
| 20   | Vitantonio Liuzzi    | Force India-Mercedes | 1:48,792 | –        | –        | 19    |

Anmerkungen
(K) = Rennwagen mit KERS
1. ↑  Barrichello wurde aufgrund eines Getriebewechsels um fünf Startplätze von 5 auf 10 zurückversetzt.
2. ↑  Heidfeld wurde wegen eines Getriebe- und Motorwechsels in die Boxengasse strafversetzt.

### Rennen
| Pos. | Fahrer               | Konstrukteur         | Runden | Stopps | Zeit        | Start | Schnellste Runde |
| ---- | -------------------- | -------------------- | ------ | ------ | ----------- | ----- | ---------------- |
| 01   | Lewis Hamilton       | McLaren-Mercedes (K) | 61     | 2      | 1:56:06,337 | 01    | 1:48,345 (36.)   |
| 02   | Timo Glock           | Toyota               | 61     | 2      | + 9,634     | 06    | 1:48,396 (34.)   |
| 03   | Fernando Alonso      | Renault              | 61     | 2      | + 16,624    | 05    | 1:48,240 (53.)   |
| 04   | Sebastian Vettel     | Red Bull-Renault     | 61     | 3      | + 20,261    | 02    | 1:48,398 (10.)   |
| 05   | Jenson Button        | Brawn-Mercedes       | 61     | 2      | + 30,015    | 11    | 1:48,369 (54.)   |
| 06   | Rubens Barrichello   | Brawn-Mercedes       | 61     | 2      | + 31,858    | 09    | 1:48,598 (50.)   |
| 07   | Heikki Kovalainen    | McLaren-Mercedes (K) | 61     | 2      | + 36,157    | 08    | 1:49,283 (36.)   |
| 08   | Robert Kubica        | BMW Sauber           | 61     | 2      | + 55,054    | 07    | 1:48,847 (44.)   |
| 09   | Kazuki Nakajima      | Williams-Toyota      | 61     | 2      | + 56,054    | 10    | 1:49,371 (45.)   |
| 10   | Kimi Räikkönen       | Ferrari (K)          | 61     | 2      | + 58,892    | 12    | 1:48,391 (54.)   |
| 11   | Nico Rosberg         | Williams-Toyota      | 61     | 3      | + 59,777    | 03    | 1:48,352 (09.)   |
| 12   | Jarno Trulli         | Toyota               | 61     | 2      | + 1:13,009  | 14    | 1:48,816 (54.)   |
| 13   | Giancarlo Fisichella | Ferrari (K)          | 61     | 2      | + 1:19,890  | 17    | 1:49,417 (49.)   |
| 14   | Vitantonio Liuzzi    | Force India-Mercedes | 61     | 2      | + 1:33,502  | 19    | 1:49,852 (48.)   |
| –    | Jaime Alguersuari    | Toro Rosso-Ferrari   | 47     | 2      | DNF         | 16    | 1:52,483 (32.)   |
| –    | Sébastien Buemi      | Toro Rosso-Ferrari   | 47     | 3      | DNF         | 13    | 1:50,636 (17.)   |
| –    | Mark Webber          | Red Bull-Renault     | 45     | 2      | DNF         | 04    | 1:49,319 (35.)   |
| –    | Adrian Sutil         | Force India-Mercedes | 23     | 1      | DNF         | 15    | 1:52,623 (15.)   |
| –    | Nick Heidfeld        | BMW Sauber           | 19     | 0      | DNF         | Box   | 1:51,346 (18.)   |
| –    | Romain Grosjean      | Renault              | 3      | 0      | DNF         | 18    | 1:57,192 (02.)   |

Anmerkungen
(K) = Rennwagen mit KERS

## WM-Stände nach dem Rennen
Die ersten acht des Rennens bekamen 10, 8, 6, 5, 4, 3, 2 bzw. 1 Punkt(e).

### Fahrerwertung
| Pos. | Fahrer             | Konstrukteur     | Punkte |
| ---- | ------------------ | ---------------- | ------ |
| 01   | Jenson Button      | Brawn-Mercedes   | 84,0   |
| 02   | Rubens Barrichello | Brawn-Mercedes   | 69,0   |
| 03   | Sebastian Vettel   | Red Bull-Renault | 59,0   |
| 04   | Mark Webber        | Red Bull-Renault | 51,5   |
| 05   | Kimi Räikkönen     | Ferrari          | 40,0   |
| 06   | Lewis Hamilton     | McLaren-Mercedes | 37,0   |
| 07   | Nico Rosberg       | Williams-Toyota  | 30,5   |
| 08   | Fernando Alonso    | Renault          | 26,0   |
| 09   | Timo Glock         | Toyota           | 24,0   |
| 10   | Jarno Trulli       | Toyota           | 22,5   |
| 11   | Felipe Massa       | Ferrari          | 22,0   |
| 12   | Heikki Kovalainen  | McLaren-Mercedes | 22,0   |

| Pos. | Fahrer               | Konstrukteur                   | Punkte |
| ---- | -------------------- | ------------------------------ | ------ |
| 13   | Nick Heidfeld        | BMW Sauber                     | 12,0   |
| 14   | Robert Kubica        | BMW Sauber                     | 9,0    |
| 15   | Giancarlo Fisichella | Force India-Mercedes / Ferrari | 8,0    |
| 16   | Adrian Sutil         | Force India-Mercedes           | 5,0    |
| 17   | Sébastien Buemi      | Toro Rosso-Ferrari             | 3,0    |
| 18   | Sébastien Bourdais   | Toro Rosso-Ferrari             | 2,0    |
| 19   | Kazuki Nakajima      | Williams-Toyota                | 0,0    |
| 20   | Nelson Piquet jr.    | Renault                        | 0,0    |
| 21   | Luca Badoer          | Ferrari                        | 0,0    |
| 22   | Vitantonio Liuzzi    | Force India-Mercedes           | 0,0    |
| 23   | Romain Grosjean      | Renault                        | 0,0    |
| 24   | Jaime Alguersuari    | Toro Rosso-Ferrari             | 0,0    |

### Konstrukteurswertung
| Pos. | Konstrukteur     | Punkte |
| ---- | ---------------- | ------ |
| 01   | Brawn-Mercedes   | 153,0  |
| 02   | Red Bull-Renault | 110,5  |
| 03   | Ferrari          | 62,0   |
| 04   | McLaren-Mercedes | 59,0   |
| 05   | Toyota           | 46,5   |

| Pos. | Konstrukteur         | Punkte |
| ---- | -------------------- | ------ |
| 06   | Williams-Toyota      | 30,5   |
| 07   | Renault              | 26,0   |
| 08   | BMW Sauber           | 21,0   |
| 09   | Force India-Mercedes | 13,0   |
| 10   | Toro Rosso-Ferrari   | 5,0    |